# Peter Lutz
Petrus (Peter) Lutz (Amsterdam, 17 augustus 1899 - Laren, 17 juni 1973) was een Nederlandse strip- en reclametekenaar.

## Leven en werk
Lutz werd in 1899 in Amsterdam geboren als zoon van de controleur Lucas Johan Frederik Lutz en van Adriana Visser. Hij werd als tekenaar opgeleid aan de Kunstnijverheidsschool Quellinus te Amsterdam. Na zijn opleiding was hij eerst in dienst bij de Nederlandse Spoorwegen, daarna vestigde hij zich als freelancer. Hij maakte onder meer de strip De Lotgevallen van Witje en Gitje. Voor het protestants christelijk tijdschrift Moeder maakte hij de strip Vader. Ook was hij werkzaam voor het damesblad Margriet en voor het zakenmaandblad Succes.
Lutz was gehuwd met Lena de Boer. Hij overleed in juni 1973 op 73-jarige leeftijd in Laren Hij was een broer van de tekenaar en illustrator Jan Lutz.